# Bredenbruch (Hemer)

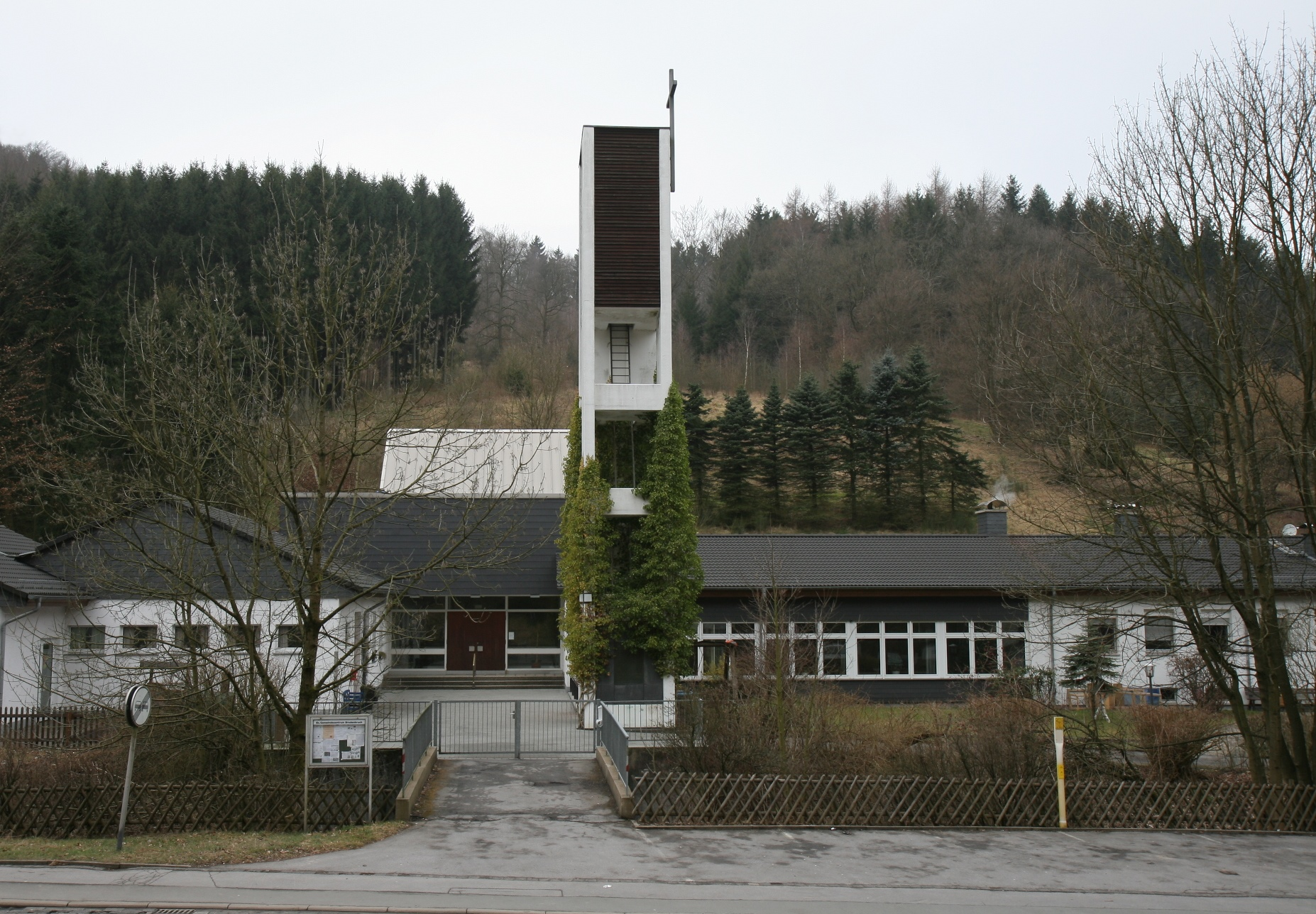
Evangelisches Gemeindezentrum

Bredenbruch ist ein Ortsteil der Stadt Hemer im Sauerland mit rund 1.200 Einwohnern (2009).
Bredenbruch wurde um 1450 erstmals urkundlich erwähnt. Der Ortsname leitet sich von Breitenbruch ab und bedeutet „breite feuchte Niederung“.